# Taihei Katō
Taihei Katō (加藤大平?, Katō Taihei; Wassamu, 30 luglio 1984) è un ex combinatista nordico giapponese.

## Biografia
In Coppa del Mondo ha esordito il 9 marzo 2007 a Lahti (29°) e ha ottenuto il primo podio il 10 marzo 2012 a Oslo (3°)
In carriera ha preso parte a due edizioni dei Giochi olimpici invernali, Vancouver 2010 (24° nel trampolino normale, 30° nel trampolino lungo, 6° nella gara a squadre) e Soči 2014 (31º nel trampolino normale, 45º nel trampolino lungo), e a cinque dei Campionati mondiali, vincendo una medaglia.

## Palmarès

### Mondiali
- 1 medaglia:
  - 1 oro (gara a squadre a Liberec 2009)

### Coppa del Mondo
- Miglior piazzamento in classifica generale: 14º nel 2013
- 3 podi (2 individuali, 1 a squadre):
  - 3 terzi posti